# 歐羅巴角

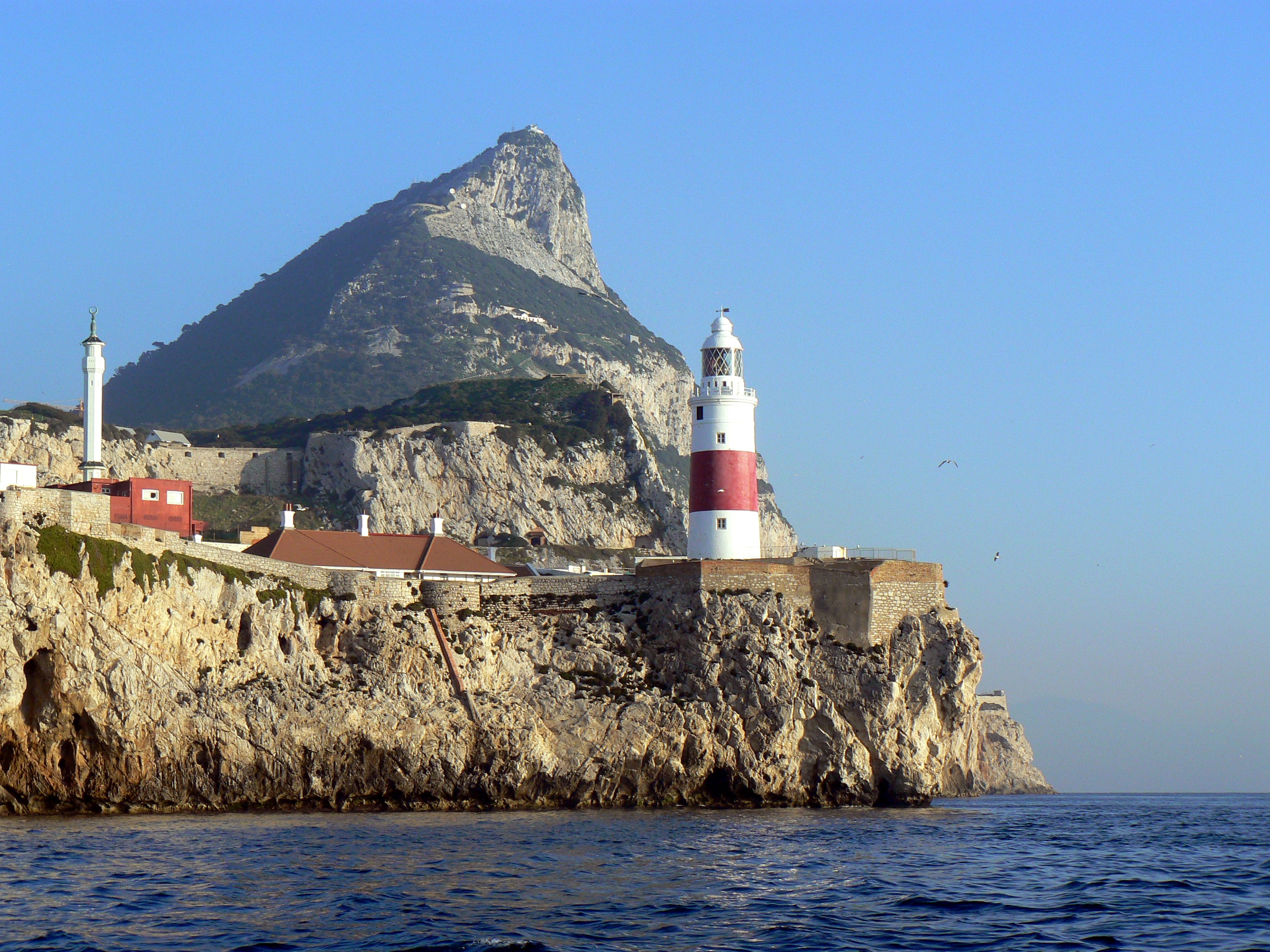

歐羅巴角（英語：Europa Point）是位於英國海外領土直布羅陀最南端的一個海岬。歐羅巴角地形平坦，可自直布羅陀市區通過公路抵達，是直布羅陀主要觀光景點之一。2011年，直布羅陀政府對歐羅巴角的設施進行了翻新。